# ستيفاني بيليتييه
ستيفاني بيليتييه (بالإنجليزية: Stéphanie Pelletier)‏ (1980)؛ كاتِبة وروائية كندية.